# 陈四宾
陈四宾，四川铜梁（今重庆铜梁）人，明朝政治人物。同进士出身。
天启五年（1625年）进士，同年接替鲍奇模任南直隶上海县知县一职。崇祯元年（1628年）由陳昌胤接任。